# Franz Werner (Theologe)
Franz Xaver Jacob Heinrich Werner (* 26. Oktober 1810 in St. Pölten; † 17. Februar 1866 ebenda) war ein österreichischer katholischer Theologe, Hochschullehrer und Mitglied der Frankfurter Nationalversammlung.

## Leben
Franz Werners Vater war der Schornsteinfeger Joseph Karl, seine Mutter Thekla (geb. Feldreich). Franz Werner studierte Theologie in Wien und wurde 1834 zum Priester geweiht. Anschließend war er Kaplan in Tulln und Krems an der Donau. Von 1838 bis 1852 war er Professor für Kirchengeschichte und Kirchenrecht am Priesterseminar St. Pölten.
Vom 16. Dezember 1848 bis zum 23. April 1849 war er Mitglied des Frankfurter Paulskirchenparlaments für den Wahlkreis Melk. Er blieb fraktionslos und war Nachfolger für Carl Spurzheim.
1852 wurde er Domkapitular in St. Pölten und Direktor des örtlichen Priesterseminars. Von 1861 bis zu seinem Tod war er Dompropst.
Er war Mitarbeiter theologischer Fachzeitschriften, darunter der „Zeitschrift für Kirchenrechts- und Pastoralwissenschaft“, der „Zeitschrift für die gesamte katholische Theologie“ und der „Oesterreichischen Vierteljahrsschrift für katholische Theologie“-

## Werke
Teilweise unter dem Pseudonym „Myletor“.
- Der Hermesianismus vorzüglich von seiner dogmatischen Seite dargestellt, und beleuchtet in Briefen zweier theologischer Freunde, Regensburg, 1845